# Міський став
Міський став — озеро (ставок) на території Пуща-Водицького лісу, на південно-західній околиці селища Пуща-Водиця, поблизу вулиці Курортної. Є першим з каскаду ставків на річці Котурка і водночас — найменшим з усіх ставків. Навколо озера облаштована зона відпочинку. Балансоутримувачем озера є КП "Плесо". 

## Розташування
Неподалік від озера знаходяться витоки річки Котурки, що живить своїми водами усі ставки і Міський став зокрема. 

## Історія створення
Міський став і сусідні озера, утворились внаслідок загачення річки Котурка.

## Основні параметри
Озеро розташоване на рівнині у лісі. Довжина — 330 метрів, ширина — до 80 м. За 100 метрів нижче за течією Котурка вливається у озеро Горащиха.